# Сан Донато Векио (Гросето)
Сан Донато Векио је насеље у Италији у округу Гросето, региону Тоскана.
Према процени из 2011. у насељу је живело 24 становника. Насеље се налази на надморској висини од 7 м.